# Orchelimum bradleyi
Orchelimum bradleyi är en insektsart som beskrevs av Rehn, J.A.G. och Morgan Hebard 1915. Orchelimum bradleyi ingår i släktet Orchelimum och familjen vårtbitare. Inga underarter finns listade i Catalogue of Life.